# Стара гвардія
Стара гвардія (фр. Vieille Garde) — складова частина Імператорської гвардії Наполеона, з ветеранів військових походів. Була найпрестижнішим підрозділом Великої армії. Французькі солдати часто називали наполеонівську Стару гвардію «безсмертними»

Вважається, що Наполеон самостійно вибирав членів Старої гвардії на основі фізичних ознак, особливо високого зросту. При виборі солдат для Старої гвардії брали до уваги нагороди та строк служби. До Старої гвардії входили як цілі підрозділи, так і окремі військовослужбовці інших частин гвардії — Середньої (образована у 1812 році) та Молодої (образована у 1809 році) гвардій.

## Вимоги до кандидатів у Стару гвардію
- вік до 35 років при вступі на службу
- не менше 10 років служби до вступу
- участь як мінімум у трьох кампаніях
- участь у бойових діях, сувора дисципліна
- грамотність
- зріст — не менше 178 см (5 футів 10 дюймів).
- Наявність ордену Почесного легіону дозволяв нижчим кандидатам вступити в Гвардію[2].

На 1814 рік у 1-му єгерському полку ще було багато старослужбовців: наприклад, сапер Ротьє (Rothier) служив 21 рік і отримав два поранення; рядовий Штолль (Stoll) служив 22 роки та пройшов 20 кампаній. Надто старі чи покалічені бійці відправлялись до роти ветеранів (compagnie de vétérans) у Парижі.

## Піхота Старої гвардії

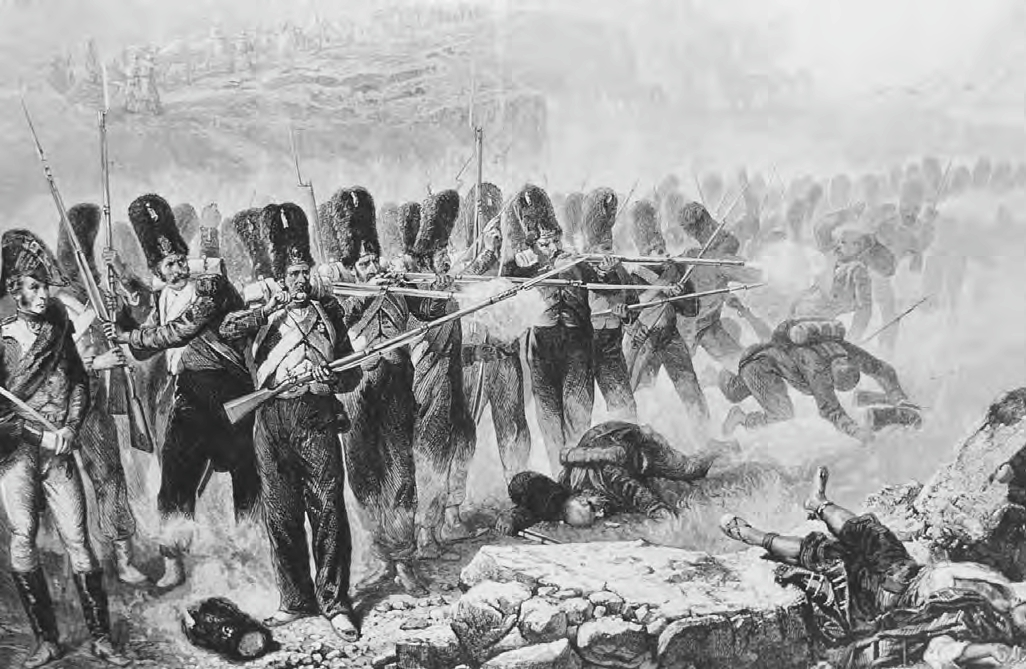
Гренадери Старої гвардії у бою. Картина Іполита Белланже.

Стара гвардія мала у своєму складі чотири полки піхоти: 1-й та 2-й гренадерський, і 1-й та 2-й єгерський. Члени Старої гвардії отримували безліч різних привілеїв, у тому числі значно більшу заробітну плату, ніж решта Імператорської гвардії.

## Кіннота Старої гвардії

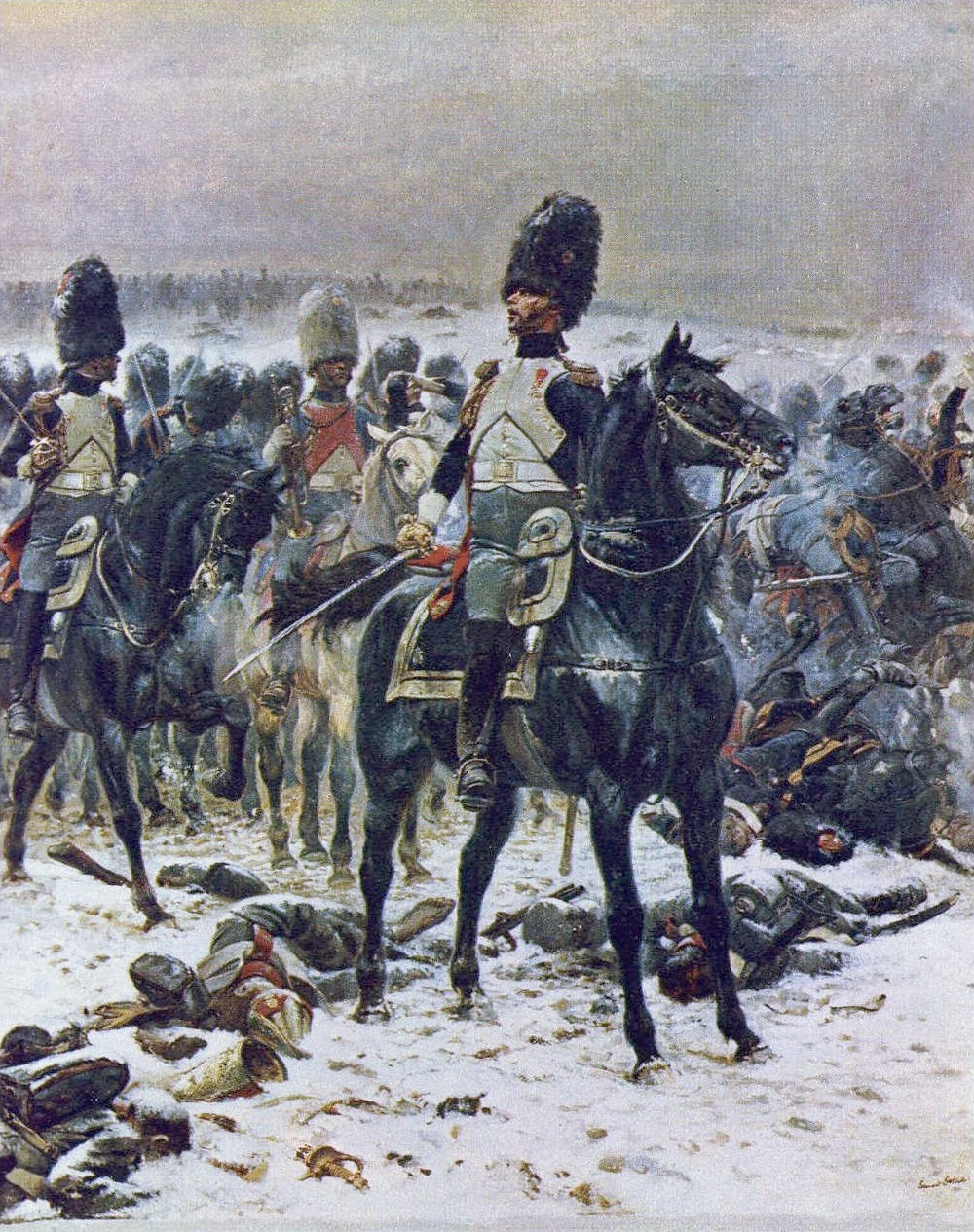
Кінні гренадери Старої гвардії в битві під Ейлау. Картина Едуара Детайя.

Кавалерія Старої гвардії складалась з 4 полків: Кінних гренадерів, Кінних єгерів, Драгунів імператриці, та 1-го (польського) шеволежерського (уланського). Ескадрон мамлюків був приданий полку кінних єгерів.
Елітний жандармський корпус теж вважався частиною кавалерії Старої гвардії. Його загони використовувалися як ескорт для штаб-квартири Наполеона та Генерального штабу гвардії і для польових таборів Імператорської гвардії.

## Склад
На кінець 1811, початок 1812 року, Стара гвардія складалась з наведених нижче підрозділів. На початку 1812 року частина полків була виокремлена у Середню гвардію.
- 1-й полк піших гренадерів
- 2-й полк піших гренадерів[5]
- 3-й полк піших гренадерів[5]
- 1-й полк піших єгерів
- 2-й полк піших єгерів[5]
- Полк фузилерів-гренадерів[fr][5]
- Полк фузилерів-єгерів[fr][5]
- Полк кінних гренадерів
- Полк драгунів (драгуни Імператриці)
- Полк кінних єгерів
- Рота мамелюків[6]
- 2-й полк шеволежерів[fr][7]
- Полк пішої артилерії
- Полк кінної артилерії
- Легіон жандармерії
- Батальйон гвардійських моряків
- Рота понтонерів
- Рота гвардійських ветеранів

Особливе місце займав 1-й (польський) шеволежерський полк. Він отримував жалування кавалерійських полків Старої гвардії, але формально до її складу не відносився. До Старої гвардії зарахований 9 грудня 1813 року.
Також до Старої гвардії відносились офіцери від капитана і вище полків тіральерів (1-го, 2-го, 3-го, 4-го, 5-го і 6-го), вольтижерів (1-го, 2-го, 3-го, 4-го, 5-го і 6-го), фланкерів-гренадерів і фланкерів-єгерей, полку Національної гвардії. Іншій склад цих полків був частиною Молодої гвардії.

## Гроньяри
Солдатів Старої гвардії прозивали «гроньярами» (фр. Les Grognards), тобто «буркотунами». Таке прізвисько вони заслужили за свої нарікання на солдатське життя. На відміну від інших підрозділів Великої армії Старій гвардії дозволялася така поведінка. Це вважалося проявом батьківської любові Наполеона до своїх найвідданіших та найкращих бійців. Імператор довіряв витримці своїх ветеранів. Подібні скарги від інших підрозділів розцінювалися б як такі, що шкодять моральному духу та дисципліні війська.

## Кінець Старої гвардії
Як було передбачено договором у Фонтенбло, (що був підписаний після першої поразки Наполеона), Наполеон взяв з собою на острів Ельба 870 чоловіків з Франції. Загин складалася з 566 чоловіків Імператорської гвардії (як піхоти, так і кавалерії), а решта 300 були з невеликого батальйону гренадерів. Загин знаходився під керівництвом генерала Друо, а командували генерал Камбронн і персонал генштабу.
Імператор згадав гвардійців у своєму заповіті. Приблизно 200 000 франків повинні були бути розподілені між пораненими в боях під Ліньї та Ватерлоо, причому подвійне — для гвардії, а чотирикратне — для людей батальйону Ельба (батальйон, яким керував наприкінці життя Наполеон).
Один з офіцерів Старої гвардії, Нуазо, встановив за свої кошти бронзовий пам'ятник імператору Наполеону. За словами Марка Адкіна, він домовився, щоб його поховали стоячи за кілька ярдів від Наполеона, «щоб він міг продовжувати нести охорону вічність».